# Злотник Олександр Йосипович
Олекса́ндр Йо́сипович Зло́тник (нар. 15 листопада 1948, Тараща) — український композитор. Народний артист України (1998). Ректор Київської муніципальної академії музики імені Рейнгольда Глієра з 2009 року.

## Біографія
Народився 15 листопада 1948 року в місті Тараща, Київської області.
Навчався в музичному інтернаті ім. М. Лисенка, м. Київ. Мешкав у гуртожитку поруч із Володимиром Івасюком — майбутнім співавтором.
Закінчив Київську державну консерваторію ім. П. І. Чайковського по класу баяна та диригування та  Одеську державну консерваторію ім. Г. А. Нежданової по класу композиції та теорії музики.
Член Національної спілки композиторів України.
Президент Міжнародного фестивалю «Слов'янський базар» у Києві (6-10 вересня 2000), головою журі якого був його співавтор легендарний Мішель Легран. Олександр Злотник — організатор міжнародного дитячого фестивалю «Слов'янський базарчик» (Одеса, 1998-2003).
Олександр Злотник — автор музики до багатьох кінофільмів, опери-думи, мюзиклів, симфонічних творів, камерної та інструментальної музики, хорів тощо. Автор музики більше тисячі пісень, виконавці яких — Назарій Яремчук, Василь Зінкевич, Оксана Білозір, Лілія Сандулеса, Іво Бобул, Олександр Тищенко, Світлана та Віталій Білоножки, Алла Кудлай, брати Дмитро Яремчук та Назарій Яремчук (молодший), Пилип Жмахер, Павло Зібров, Наталія Бучинська, Катерина Бужинська. 
У 2003 р. Олександр Злотник запрошує Alex Luna на одну з головних ролей (Голос південних морів) у перший український багатобюджетний мюзикл «Екватор» — «кузню» сучасного українського шоубізнесу (в основному складі співали Світлана Лобода, Тіна Кароль, Василь Бондарчук, Василь Лазарович). 
Автор музично-розважального телерадіопроекту «Шлягер року».
Одружений, батько трьох дітей.
Хобі — риболовля.

## Твори
«Гай, зелений гай», «Батько і мати», «Чуєш, мамо», «Родина», «Все золото світу», «Маки червоні», «Вишиванка», «Горобина», «Музика рідного дому», «Не бувають дощі випадкові», «Скрипалю», «Невезуча», «Прима балерина», «Святкова», «Білі лілеї», «Я тебе відпускаю», «Пані Ольга», «Я тебе ненавиджу війна».

## Кінематографічні роботи
Автор музики до фільмів:
- «Хто за? Хто проти?» (1977)
- «Київські зустрічі» (1979)
- «Платон мені друг» (1980)
- «Квіти лугові» (1981)
- «У привидів у полоні» (1984)
- «За покликом серця» (1985)
- «Прем'єра у Сосновці» (1986)
- «Щасливий, хто любив…» (1986)
- «Поки є час» (1987)
- «Вісімнадцятирічні» (1987)
- «Випадок із газетної практики» (1987)
- «Чорна долина» (1990)
- «Америкен бой» (1992)
- «Репортаж» (1995) та ін.

Знявся в телестрічці «Олександра» (1996).

## Нагороди, звання
- Народний артист України (1998)[2]
- Орден «За заслуги» III ступеня (2003)[3]
- О́рден кня́зя Яросла́ва Му́дрого V ступеня (2008)[4]
- Орден «За заслуги» II ступеня (2018)[5]
- Орден Миколи Чудотворця.
- Лауреат міжнародної премії імені Сіді Таль.
- Переможець загально-національної акції "Зірка України" (2020)
- 2024 — Почесний громадянин Києва[6]

## Громадська діяльність
- Входить до складу понад 10 впливових об’єднань, фондів, рад та асоціацій, серед яких Національні спілки композиторів і кінематографістів України.